# Романов, Андрей Николаевич
Андрей Николаевич Романов (13 апреля 1963, Владимир — 5 апреля 2015, Новосибирск) — советский и российский баянист, профессор Новосибирской консерватории, лауреат международных конкурсов

## Биография
Родился 13 апреля 1963 года во Владимире.
В 1990 году окончил Новосибирскую государственную консерваторию им. М. И. Глинки.
В 1992 г. окончил ассистентуру-стажировку там же в классе профессора А. В. Крупина.
Вел педагогическую деятельность на кафедре народных инструментов Новосибирской государственной консерватории и в Новосибирской специальной музыкальной школе (колледже). В числе его выпускников – лауреаты международных конкурсов Р. Н. Жбанов,Анастасия Петроченко, 
О. Мищенко, О Беляева, музыканты ведущих оркестровых коллективов страны.
- Участник культурной программы XXII Олимпийских игр в г. Сочи (2014г.)
- Участник Транссибирского арт-фестиваля им. А. М. Каца (2014)
- Автор сборника транскрипций и переложений для баяна «Играет Андрей Романов»
- Ведущий семинаров, мастер-классов и творческих лабораторий в музыкальных учебных заведениях России и ближнего зарубежья.

Скончался 5 апреля 2015 года.

## Достижения
- Дипломант I Международного конкурса «Баян и Баянисты» в г. Москве (1991г.)
- Лауреат I премии конкурса «Золотой аккордеон» в г. Нью-Йорк, США (2001г.)
- Обладатель Золотой медали конкурса камерной музыки им. И. Менухина в г. Осака, Япония (2002 г.)
- За выдающийся вклад в работу с одаренными детьми награждён дипломом Лауреата премии Президентской программы «Дети России» (2001г.)
- Указом Президента Российской Федерации награждён медалью Ордена за заслуги перед Отечеством II степени
- Лауреат премии фонда «Русское исполнительское искусство»